# Heyuannia
Heyuannia – rodzaj teropoda z grupy owiraptorozaurów.(Oviraptorosauria).
Żył w epoce późnej kredy (ok. 71-65 mln lat temu) na terenach wschodniej Azji. Gatunek typowy H. huangi jest znany ze szczątków znalezionych w Chinach. Funston i współpracownicy (2018) zaliczyli do rodzaju Heyuannia także mongolski gatunek H. yanshini, wcześniej zaliczany do odrębnego rodzaju Ajancingenia. H. huangi osiągał długość ciała ok. 1,5 metra i masę ok. 20 kilogramów.
Podobna do konchoraptora. Podobnie jak u konchoraptora i khaana jeden z palców kończyny tylnej był większy od pozostałych i zaopatrzony w szpon. Był to dosyć duży dinozaur, jak na przedstawiciela rodziny owiraptorów.